# Karlo Emanuel II.
Karlo Emanuel II. (Torino, 20. lipnja 1634. – Torino, 12. lipnja 1675.), savojski vojvoda od 1638. godine. Nosio je i naslove markiza od Saluzza i grofa od Aoste, Ženeve i Nice. Bio je sin Viktora Amadea I. i mlađi brat Franje Hijacinta kojeg je naslijedio na vojvodskom prijestolju.
Do 1653. godine bio je pod skrbništvom svoje majke Kristine Burbonske. Okrutno je progonio valdenze i bezuspješno ratovao protiv Genove (1671. – 1673.). Učvrstio je vlast nad Pijemontom te proširio i uredio prijestolnicu Torino.